# Brennerei Rothenklempenow

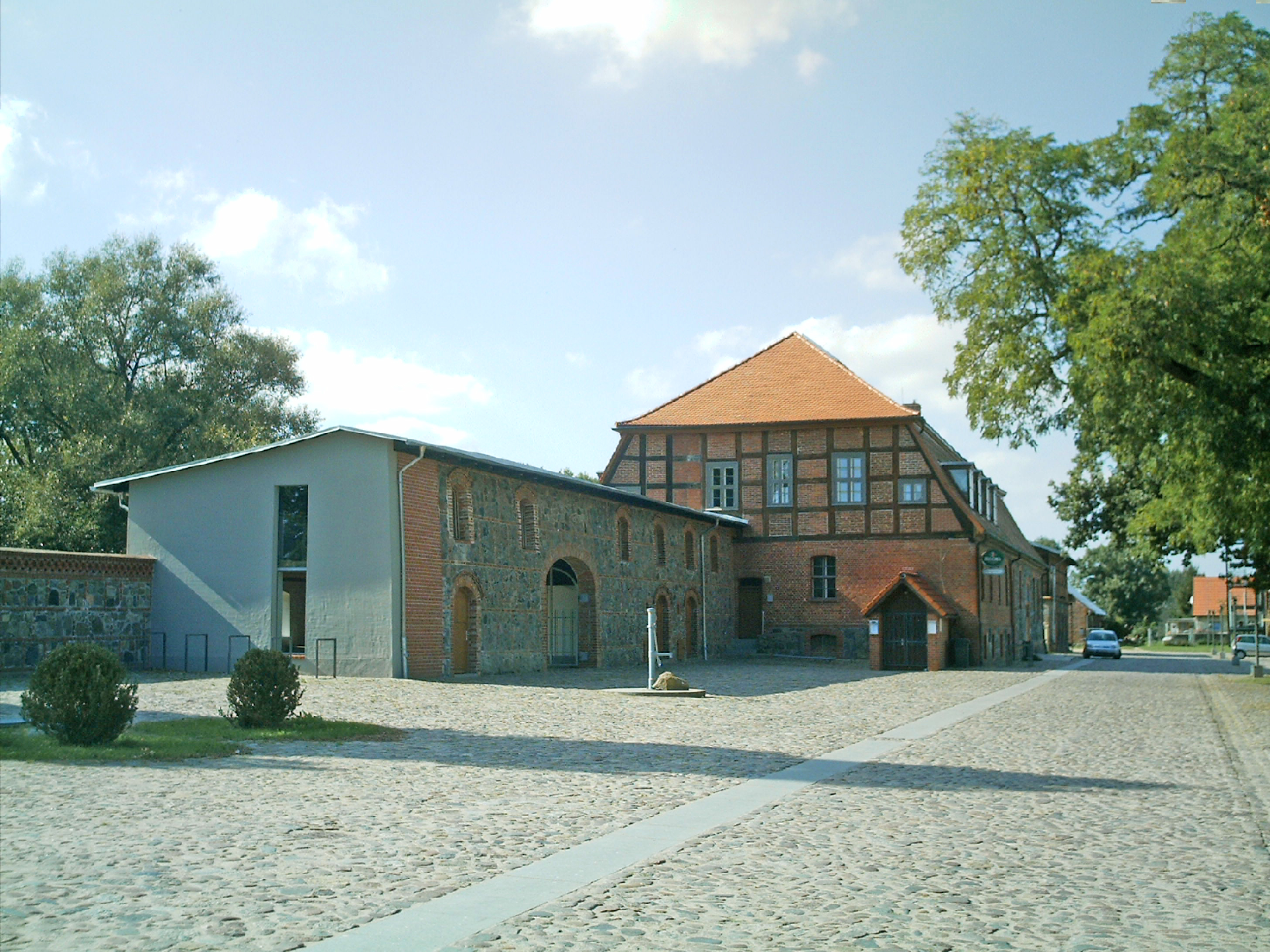
Torgebäude und ehem. Brennerei mit Kellergaststätte

Die ehemalige Brennerei beim Gutshaus Rothenklempenow in Rothenklempenow, Schlossstraße 4, stammt aus dem 19. Jahrhundert. Heute ist hier die Kellergaststätte Rothenklempenow.
Das Gebäude steht unter Denkmalschutz.

## Geschichte

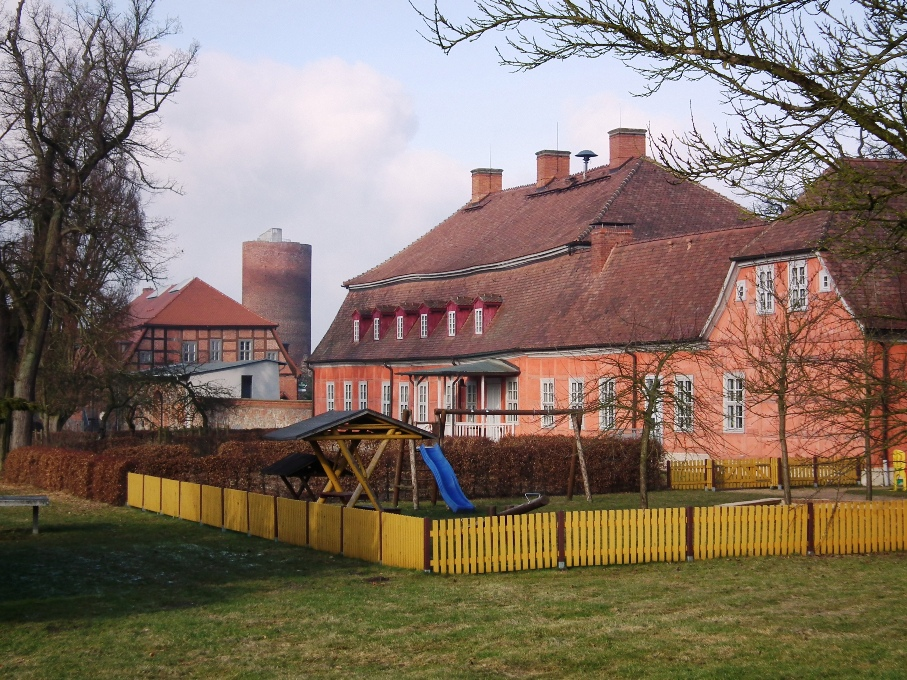
Gutshaus, Bergfried und Brennerei

Das Dorf Rothenklempenow mit 631 Einwohnern (2015) wurde 1295 als castrum clempenowe erstmals erwähnt, als nördliche Grenzburg zwischen Pommern und Brandenburg.
Das erste Gutshaus wurde 1609 von Hans von Eickstedt erbaut; es brannte im Dreißigjährigen Krieg nieder.
Das heutige Gutshaus wurde 1761 neu errichtet. Als weiteres Gebäude des Lehns-Rittergutes wurde zwischen 1850 und 1860 daneben die Brennerei mit dem Torhaus gebaut. Die Brennerei ist ein Fachwerkbau mit einem Mansarddach. Die Fassade des Torgebäudes besteht aus den ortstypischen gespaltenen Feldsteinen, gegliedert durch Ziegelsteinlaibungen.
1934 erfolgte die Aufteilung des gräflichen Guts in einzelne Bauernsiedlungen und 1952 der Zusammenschluss zu einer Landwirtschaftlichen Produktionsgenossenschaft (LPG).
Im Rahmen der Städtebauförderung wurde das Haus von 1994 bis 1998 saniert. Im Gewölbekeller befindet sich die Kellergaststätte und im Torgebäude das Heimatmuseum. Im Gebäude wurde wie im Gutshaus eine Europäische Jugendwerkstatt mit einer Produktionsschule eingerichtet.
2011 kam es zu einem Trägerwechsel und 2013 zur Schließung und Verlegung der Einrichtung. Das Gutshaus wurde danach zum Gästehaus für Jung und Alt.